# بيت شنة
بيت شنّة، قرية فلسطينية مهجّرة، تقع في الجنوب الشرقي من مدينة الرملة، وهي على مسافة نحو 5 كم من قرية القباب الواقعة على طريق القدس– يافا، تتصل بهذه الطريق بدرب ضيق، وتتصل بدروب غير ممهدة مع القرى العربية المجاورة مثل سلبيت، برفيلية، الكُنيسة، عنابة وعمواس.

## الجغرافيا
نشأت قرية بيت شنّة فوق ربوة ترتفع نحو 230م عن مستوى سطح البحر، وذلك في منطقة القواعد الغربية لمرتفعات رام الله. تألفت القرية من عدد قليل من البيوت المبنية من اللبن والحجر والمتلاصقة فوق رقعة أرضية صغيرة المساحة، واتخذ مخططها شكل الهلال أو القوس. في طرفها الشمالي يوجد خزان لمياه الشرب، ومقام الشيخ الشناوي، بالإضافة إلى موقع خربة أم الصور. كما أنّها تحتوي على بعض الآثار التي تدل على أنّ رقعتها كانت معمورة.
بلغت مساحة أراضيها نحو 3,617 دونمًا جميعها مُلك لأهل القرية. تتفاوت أراضيها الزراعية بين منبسطة ومتموجة، وهي أراضٍ بعلية تعتمد على الأمطار. تتركز المزارع وبساتين الأشجار المثمرة في الجهات الشمالية الشرقية والغربية والجنوبية الغربية من القرية.

## التاريخ

### النكبة
في 15 تموز، 1948، تعرضت بيت شنّة إلى اعتداء مباشر من قبل القوات الصهيونية الإرهابية ضمن عملية  «داني»، احتلوا القرية وشردوا سكانها.
في عام 1948 قام اليهود بالاعتداء على القرية وطردوا سكانها منها ودمروها.

### القرية اليوم
تغطي الأنقاض الحجرية المتناثرة من المنازل المدمّرة موقع القرية. الموقع كله مسيّج ويُستعمل، فيما يبدو، مرعى للمواشي. وعلى سفح التل، شرقي القرية، ما زالت غرفة مبنية بالطوب الأسمنتي قائمة، وينبت حولها بعض الأشجار المثمرة.
لا مستعمرات إسرائيلية على أراضي القرية. موقع القرية قريب من أراضي قرية سلبيت المدمّرة، حيث أُنشئت مستعمرة "شعلفيم" في سنة 1951.

## السكان
كان عدد سكان بيت شنّة قليلًا في أوائل عهد الانتداب، بلغ عددهم 406 نسمة في عام 1931، في عام 1945 كان عدد سكان القرية 210 نسمة، ووصل العدد إلى 244 نسمة في عام 1948. وفي عام 1998 يقدّر تعداد اللاجئين اللذين تنتسب عائلاتهم للقرية 1496 نسمة.